# Cibarani (Cirinten)
Cibarani is een bestuurslaag in het regentschap Lebak van de provincie Banten, Indonesië. Cibarani telt 1700 inwoners (volkstelling 2010).